# Municipio de Provo
El municipio de Provo (en inglés: Provo Township) es un municipio ubicado en el condado de Fall River en el estado estadounidense de Dakota del Sur. En el año 2010 tenía una población de 33 habitantes y una densidad poblacional de 0,36 personas por km².

## Geografía
El municipio de Provo se encuentra ubicado en las coordenadas 43°10′18″N 103°52′35″O / 43.17167, -103.87639. Según la Oficina del Censo de los Estados Unidos, el municipio tiene una superficie total de 92.14 km², de la cual 92,01 km² corresponden a tierra firme y (0,14 %) 0,13 km² es agua.

## Demografía
Según el censo de 2010, había 33 personas residiendo en el municipio de Provo. La densidad de población era de 0,36 hab./km². De los 33 habitantes, el municipio de Provo estaba compuesto por el 96,97 % blancos, el 3,03 % eran amerindios. Del total de la población el 0 % eran hispanos o latinos de cualquier raza.